# زاغة (بشاريات الشرقي)
زاغة (بالفارسية: زاغه) هي قرية تقع في إيران في قسم بشاریات الشرقي الریفي. يقدر عدد سكانها بـ 861 نسمة .